# 日産・R91CP
日産・R91CPは、1991年全日本スポーツプロトタイプカー耐久選手権（JSPC）およびル・マン24時間レース用に日産自動車が製作したグループCカー。しかしル・マン参戦は実現しなかった。日産初のオール自社製のグループCカーであり、プロトタイプレーシングカーとしても日産・R383以来約20年ぶりの完全自社製車両である。

## 概要
エンジンは3.5リッターV型8気筒ツインターボのVRH35Zを搭載。1991年JSPC全7戦中3勝をあげ、ドライバーズ（星野一義）・メイクス両部門のチャンピオン獲得に成功した。翌1992年シーズンもR91CPはチーム・テイクワンに放出されJSPCに参戦した。
それまでマーチやローラなどの外部コンストラクターにシャシー製造を委託していた日産だったが、外部製作ゆえに発生する時間的ロスの増大を嫌ったことに加え、ローラ製シャシーを使用したR89CやR90CKなどで設計や製造精度に起因すると見られるトラブルがいくつか発生したことから、シャシーの完全内製化に踏み切ることになった。アメリカで活動したニッサン・パフォーマンス・テクノロジー（NPTI）が参戦していたIMSA参戦車（日産・GTP ZX-Tなど）では、すでにマシンの内製化で成功していた。
外観は、ローラ製モノコックを流用していたR90CPとよく似ていたが、R91CPではモノコックを林義正と水野和敏の下でニスモが設計し、日産・宇宙航空事業部が製作した純国産車となっている。コクピットは、ル・マン24時間レースやJSPCでの1000kmレースなど長距離レースを意識し、ダッシュボードのデザインから、通風・防水に至るまで入念に検討され、この種の車両では例外的に雨天のレースでも水の侵入が一切なかったとされている。また、安全性を考慮しロールケージはきわめて堅固に設計された。
コクピット後ろ車体中央部の大型のインテークダクトが目立つが、これはエンジンの吸気用ではなく、リアブレーキの冷却用である。また、R90CPでは左右ともフロントフェンダー上に配置されていたバックミラーは、ドライバー側の右ミラーのみドア部に移設され、左右非対称の配置となっている。
サスペンションはドライバビリティを重視し、サスペンションのロールセンターをあえて高めに設定し、姿勢変化が分かりやすいものとされている。
これらの設計はシャシーの市販化を意識していたためといわれ、結果としてきわめて乗りやすいマシンとなったが、同時にタイヤの負担が増大した。実際にタイヤバーストでのクラッシュを経験しており、強固なロールケージ設計は図らずも有効に機能することになってしまった。

## 戦績

### 1991年
1991年のJSPCにニスモは2台のR91CPをフルエントリーさせた。前年度のチャンピオン長谷見昌弘・アンデルス・オロフソン組が1号車を、星野一義・鈴木利男組が23号車を担当した。
開幕戦の富士500kmには1号車はR90CPを使用し、23号車のみR91CPでレースに臨んだ。ポールポジションスタートの23号車は序盤からレースをリードし、終盤に燃費が苦しくなりノバのR91CKに追い上げられたものの1秒差でしのいで、デビューウィンを飾った。
第2戦富士1000kmではこのレースからR91CPを走らせる1号車がポールポジションを獲得。23号車は予選3位。また、トヨタがニューマシン91C-Vを登場させ、予選で2、4位に入った。予選1位から4位まで約0.5秒差しかなかった。
レースはトップを走っていた23号車が終盤になってペナルティを受け2位に後退。変わってトップに立った1号車を23号車が追い上げる展開になった。両車はマシンを接触させながら激しいトップ争いを演じたが23号車が1号車を2秒差で制して開幕2連勝を飾った。
第2戦からチームルマンもR91VPの車両名でR91CPを走らせることになった。予選7位からスタートし、82周目1コーナーでクラッシュしリタイアに終わった。
第3戦富士500マイルでR91CPは1号車が予選2位、23号車は4位。第2戦の後モディファイを受けたトヨタの91C-Vが1、3、5位を占めた。レースは8番手スタートのルマンのR91VPが12週目1コーナーでバランスを崩し回転しながらコースを飛び出して炎上、リタイアした。ドライバーの和田孝夫は鎖骨骨折の重傷を負い、以降のJSPCと全日本F3000を欠場することになった。1号車も炎上こそしなかったものの、R91VPと同じように106周目の1コーナーで飛び出してリタイア。トップを走っていた23号車もトヨタの91C-V・36号車に逆転されて10秒差の2位に終わった。
第4戦鈴鹿1000kmではR91CPは23号車1台のみ。富士500マイルでマシンを大破させた1号車はR90CPでエントリー。R91VPを失ったルマンは以降のシリーズをR90VPで戦うことになった。レースは23号車とサード・トヨタの91C-Vとの一騎討ちとなり、最後の給油を終えた時点で20秒あったリードをサード・91C-Vに8秒差にまで詰め寄られた162周目、リヤサスペンションを破損し1コーナーに飛び出してリタイアした。2戦連続でトヨタが優勝。ポールポジション、レース中のファステストラップも2戦連続でトヨタが獲得し、R91CPは苦しい戦いを強いられるようになってきた。
第5戦菅生500kmでは、再びR91CPを使用することになった1号車が予選5位、23号車が7位と冴えない。レースでもトヨタが序盤1～3位を占めR91CPは4、5位を走行。1号車は3位入賞したものの、23号車はフロントのホイールベアリングの破損で11位の終わった。
第5戦を終えて星野・鈴木組がドライバーズ・ポイントでトヨタ・36号車の関谷正徳・小河等に並ばれ、コンストラクターズ・ポイントでも日産はトヨタに1ポイント差まで詰め寄られた。
第6戦富士1000km、予選はトヨタの1-2。1号車3位、23号車は4位。決勝レースは雨の中行われた。ウェットコンディションの状況ではR91CPのほうがマシンバランスが良く、23号車が優勝。トヨタ・36号車は2位に終わり、ポイントで突き放すことに成功した。1号車は74周目100Rで雨に乗りスピン、リタイアに終わった。
最終戦の菅生500マイルの予選では、スポット参戦のジャガー・XJR-14が1、2位。トヨタが3位から5位を占め、R91CPは23号車6位、1号車7位。ポイントで優位に立つ23号車は36号車をマークし、2位でゴールしたトヨタ・36号車に続いて3位でゴール。1号車も4位に入った。日産は2年連続でドライバー、コンストラクターのダブルタイトルを獲得した。

### 1992年
日産は1992年デイトナ24時間レースにNPTI、ニスモ、ノバの3チームを送り込んだ。このうちニスモがR91CPを使用した。ドライバーは当初1990年のル・マンと同メンバー（長谷見昌弘/星野一義/鈴木利男）を予定していたが、テストでデイトナのコースがル・マンよりもドライバーへの負担が大きいことがわかり、アンデルス・オロフソンを追加で登録した。しかしオロフソンが実際に走ることはなかった。
3番手スタートのR91CPはスタートと同時にトップに立ち、後続を引き離し独走状態になった。しかし夜になってタイヤカス、砂等でフロント・ラジエーターが目詰まりを起こし、マシンはオーバーヒート気味になった。このためピットストップ毎にフロントカウルを開けてラジエーターを掃除することになり、1回のピットストップ毎に30秒タイムをロスすることになった。優勝争いのライバルと見られていたTWRジャガーは脱落、NPTIは2台ともリタイアし、代わってヨーストのポルシェ・962CがR91CPを追い上げてきた。1日目深夜に3周あったR91CPとの差を2日目明け方には1周差まで詰めてきていた。しかし、このヨースト・ポルシェは2日目の朝7時頃電気系のトラブルでリタイアし、その後R91CPを追いかけるマシンはなくそのまま走り切って優勝した。
なお同レースでの走行ラップ数（762周）は、2018年にキャデラック・DPi-V.Rに更新されるまで大会記録として保持された。
1992年のJSPCでニスモは日産・R92CPに移行したが、テイクワンが日産からR91CPの供給を受けて参戦することになった。タイヤはダンロップを使用し、ドライバーは岡田秀樹・トーマス・ダニエルソンのコンビ。第2戦富士1000kmで2位でゴールしたのがシーズン最上位である。